# إقليم الداخل
إقليم الداخل (بالملايوية: Bahagian Pedalaman)‏ هو أحد أقاليم ولاية صباح، ماليزيا.

## مقاطعات
ينقسم إقليم الداخل إلى المقاطعات الإدارية التالية:
- مقاطعة بوفورت (1,735 km2) (بلدة بوفورت)
- Keningau District (3,533 km2) (كينينغاو  [لغات أخرى]‏)
- Kuala Penyu District (453 km2) (Kuala Penyu Town)
- Nabawan District (6,089 km2) (Nabawan Town)
- Sipitang District (2,732 km2) (Sipitang Town)
- Tambunan District (1,347 km2) (Tambunan Town)
- مقاطعة تينوم (2,409 km2) (بلدة تينوم)